# Geita (stad)
Geita is een stad in Tanzania en is sinds 2012 de hoofdplaats van de regio Geita. In 2012 telde Geita ongeveer 100.000 inwoners. 
De stad is in de Duitse koloniale periode ontstaan ten gevolge van de goudwinning in de streek.
Sinds 1984 is Geita de zetel van een rooms-katholiek bisdom.